# Inga Abitova
Inga Edvardovna Abitova (rusko Инга Эдуардовна Абитова), ruska atletinja, * 6. marec 1982, Novokujbiševsk, Sovjetska zveza.
Nastopila je na poletnih olimpijskih igrah leta 2008 in osvojila šesto mesto v maratonu, toda zaradi dopinga je bila diskvalificirana, odvzeli so ji tudi srebrno medaljo z evropskih prvenstev v teku na 10000 m leta 2010, ostaja pa ji naslov prvakinje v isti disciplini leta 2006. Leta 2005 je osvojila Beograjski maraton.